# Gebet des Manasse
| Lehr- bzw. Weisheitsbücher des Alten Testaments |
| --- |
| - Ijob (Hiob, Job) - Buch der Psalmen - Buch der Sprichwörter (Sprüche) - Kohelet (Prediger) - Hoheslied - Buch der Weisheit (katholisch und griech.-orthodox) - Jesus Sirach (Ecclesiasticus) (katholisch und griech.-orthodox) - Gebet des Manasse (griech.-orthodox) Namen nach dem ÖVBE. Pseudepigraphen der Septuaginta sind kursiv gesetzt. |

| Bücher des Alten Testaments |
| --- |
| Pentateuch |
| - Genesis (1. Mose) - Exodus (2. Mose) - Levitikus (3. Mose) - Numeri (4. Mose) - Deuteronomium (5. Mose) |
| Geschichtsbücher |
| - Josua - Richter - Rut - 1. Samuel - 2. Samuel - 1. Könige - 2. Könige - 1. Chronik - 2. Chronik - Esra - Nehemia - Tobit (Tobias) - Judit - Ester + Zusätze - 1. Makkabäer - 2. Makkabäer                                                                        |
| Lehrbücher |
| - Ijob (Hiob) - Psalmen - Sprichwörter (Sprüche Salomos) - Kohelet (Prediger Salomo) - Hoheslied - Weisheit Salomos - Jesus Sirach |
| Propheten |
| „Große“ - Jesaja - Jeremia - Klagelieder Jeremias - Baruch mit Brief des Jeremia - Ezechiel (Hesekiel) - Daniel (+ Zusätze) „Kleine“ (Zwölfprophetenbuch) - Hosea - Joel - Amos - Obadja - Jona - Micha - Nahum - Habakuk - Zefanja - Haggai - Sacharja - Maleachi |
| - Namen nach dem ÖVBE, konsequent angewandt z. B. in der Einheitsübersetzung - Eingeklammerte Namen: ältere protestantische Tradition, als Ausnahme (neben ÖVBE) in der Lutherbibel - Kursiv: Deuterokanonische Schriften                                          |

Das Gebet des Manasse, Gebet Manasses oder Gebet Manasse (wissenschaftliche Abkürzung OrMan, von lat. Oratio Manasse) ist eine Spätschrift des Alten Testaments.
Bei diesem ursprünglich auf Griechisch verfassten, 15 Verse umfassenden Gebet handelt es sich um ein aus dem hellenistischen Judentum stammendes Sündenbekenntnis, das zwischen dem 2. Jahrhundert vor und dem 1. Jahrhundert nach Christus entstanden und erstmals im 3. Jahrhundert bezeugt ist. Es wird dem König Manasse in den Mund gelegt; der Grund dafür ist die in 2 Chr 33,11–19  erzählte Buße dieses Königs und eine Notiz über dessen Gebet (2 Chr 33, 12 f. 18 f.). Neben der griechischen Fassung der Septuaginta ist eine abweichende syrische Fassung in der Didascalia Apostolorum überliefert.
Unter den Schriftfunden vom Toten Meer befindet sich ein hebräisches Gebet Manasses, das aber mit der Oratio Manasse nur insofern zu tun hat, als es die literarische Beschäftigung mit der Gestalt Manasse dokumentiert. In der Kairoer Geniza wurde ein hebräisches Gebet Manasses gefunden, das eine späte Übersetzung aus dem Griechischen darstellt.
In der textkritischen Septuaginta-Ausgabe von Alfred Rahlfs (1. Auflage 1935, 2008 überarbeitet) wird es als 12. Kapitel in dem von ihm so bezeichneten Buch der Oden angeführt, womit Rahlfs dem Codex Alexandrinus folgt. In verschiedenen Vulgata-Handschriften wurde das Gebet Manasses in 2 Chr 33 eingeordnet oder aber als Nachtrag zum 2. Chronikbuch aufgeführt. Das Gebet wurde in die altsyrische, altslawische, äthiopische, arabische, koptische und armenische Sprache übersetzt.
Die erste deutsche Übersetzung findet sich in Luthers Ein kurz Unterweisung, wie man beichten soll von 1519 und geht wahrscheinlich auf Georg Spalatin zurück. Luther fügte das Gebet Manasses hinter den Apokryphen als Schlussgebet ganz am Ende des Alten Testaments ein.
In der orthodoxen Liturgie erscheint es als gesungenes Gebet im Apodeipnon (Komplet).